# Aeternus
Aeternus est un groupe norvégien de death metal, originaire de Bergen. Leur style musical contient des caractéristiques stylistiques du death et du black metal, le groupe lui-même qualifie son style de dark metal.

## Histoire
Ares forme Aeternus en 1993 avec Erik Vrolok. En 1994, l'unique démo Walk My Path est réalisée. Ares y joue tous les instruments à l'exception de la batterie. De 1994 à 1997, Ares et de 1996 à 1998, Vrolok jouent pour Gorgoroth. En 1995, l'EP Dark Sorcery sort. Jusqu'en 1996, aucune formation stable n'a pu se mettre en place, ce n'est qu'en 1996 qu'une claviériste et bassiste fixe rejoint le groupe en la personne de Morrigan (ex-Obtained Enslavement). C'est à cette époque que les membres d'Aeturnus signent un contrat avec Hammerheart Records. En 1997, le premier album Beyond the Wandering Moon sort et reçoit de bonnes critiques. Si les premiers albums étaient encore marqués par le black metal, ils se tournent vers le death metal en 1999 avec Shadows of the Old. La tournée se fait avec Red Harvest en première partie de Mayhem.
Le premier album Beyond the Wandering Moon sort en 1997, suivi d'une tournée avec Emperor et Limbonic Art. En 1998, ...And So the Night Became suit. La tournée qui suit se fait en première partie de Deicide. En 1999, Radek, un deuxième guitariste, rejoint le groupe. Morrigan quitte le groupe en 2001 et le groupe continue en trio. Ascension of Terror sort la même année. En 2003, le groupe signe sur le label Nocturnal Art Productions de Samoth, membre d'Emperor, et y publie A Darker Monument. En 2006, S. Winter remplace Vrolok à la batterie. L'album Hexaeon est réalisé avec lui. Winter quitte cependant le groupe en 2007. Son remplaçant est Terris. En 2013 sort l'album ...And the Seventh His Soul Detesteth, le premier album qui n'a plus été enregistré par Pytten au studio Grieghalle.

## Style musical
Le style musical du groupe est considéré comme difficile d'accès. Au début, le groupe était fortement influencé par le black metal, le chanteur Ares renonçant aux screams aigus et utilisant dès le début des growls profonds comme dans le death metal. Outre les blast beats et les riffs dominés par les contrebasses, la musique était principalement composée de passages lents. Le son sombre et monotone des guitares électriques était typique. Le jeu de batterie sur Beyond the Wandering Moon est loué, car il contient beaucoup de variations et de fills, ce qui est plutôt atypique pour le black metal. De temps en temps, des mélodies influencées par le folk sont utilisées. Des breaks acoustiques sont également utilisés sur les deux premiers albums, comme sur Diabolical Fullmoon Mysticism de Immortal ou Storm of the Light's Bane de Dissection.
À partir du troisième album Shadows of Old, les influences death metal deviennent plus dominantes et supplantent complètement les éléments de black metal à partir d'Hexaeon. Le groupe joue depuis lors un death metal traditionnel qui s'inspire du style du début des années 1990, mais qui est également influencé par le thrash et le viking metal,. Les derniers albums ont reçu un accueil plutôt mitigé de la part des critiques, Hexaeon montrant par exemple des « limites dans le jeu » et des « déficits dans l'écriture des chansons. » Le successeur est mieux accueilli, Jonathan Jancsary de Metalnews.de ayant écrit à propos de ...and the Seventh His Soul Detesteth que « les gars savent comment écrire des chansons qui disposent d'un arc de tension raisonnable. » L'album fait preuve d'agressivité et de heavyness malgré un tempo plutôt lent.

## Discographie
- 1994 : Walk My Path (démo)
- 1995 : Dark Sorcery (mini-album)
- 1997 : Beyond the Wandering Moon
- 1998 : ...And So the Night Became
- 1998 : Dark Rage
- 2000 : Shadows of Old
- 2001 : Burning the Shroud (mini-album)
- 2001 : Ascension of Terror
- 2003 : A Darker Monument
- 2006 : Hexaeon
- 2013 : ...And the Seventh His Soul Detesteth
- 2018 : ...Heathen